# Thomas Brothers SH-4
Thomas Brothers SH-4 – amerykański wodnosamolot zaprojektowany i zbudowany w zakładach Thomas Brothers za zamówienie United States Navy (USN) jako wersja rozwojowa wcześniejszego samolotu T-2. SH-4 służył w USN w roli samolotu szkolnego i obserwacyjnego.

## Tło historyczne
Założona w 1910 przez braci Williama i Olivera Thomasów firma Thomas Brothers Company wyprodukowała w latach 1910-14 kilka udanych typów samolotów sportowych. W 1914 do firmy przyłączył projektant Benjamin Douglas Thomas (zbieżność nazwisk jest przypadkowa, nie był on spowinowacony z braćmi Thomas), który wcześniej pracował dla Curtissa, gdzie zaprojektował Curtiss Model J. Pierwszym samolotem zaprojektowanym w 1914 przez Douglasa Thomasa dla Thomas Brothers był bardzo udany model T2 mający jedne z najlepszych osiągów z ówczesnych mu konstrukcji lotniczych. W 1916 USN zamówiła powiększoną wersję tego samolotu pod oznaczeniem SH-4.

## Opis konstrukcji
Thomas Brothers SH-4 był jednosilnikowym, dwumiejscowym dwupłatem, skrzydła samolotu miały trzy rzędy łączących je wsporników (tzw. three-bay wing). Pod kadłubem umieszczono główny pływak samolotu, pod dolnym skrzydłem po obydwu stronach znajdowały się mniejsze pływaki stabilizujące. Napęd samolotu stanowił 100-konny silnik produkowany w zakładach Thomas Brothers.

## Historia
United States Navy zamówiła w 1917 piętnaście samolotów tego typu (numery seryjne A-134/136, 395/406, według innego źródła zamówiono czternaście samolotów z numerami seryjnymi A134/A136, 396/A406. Używane były jako samoloty szkolne i obserwacyjne.